# Kassel
Kassel (cho đến năm 1926 có tên là Cassel) là một thành phố thuộc bang Hessen, Đức. Thành phố có diện tích 107 km2, dân số thời điểm năm 2007 là 198.500 người. Thành phố nằm bên sông Fulda.